# Valtournenche

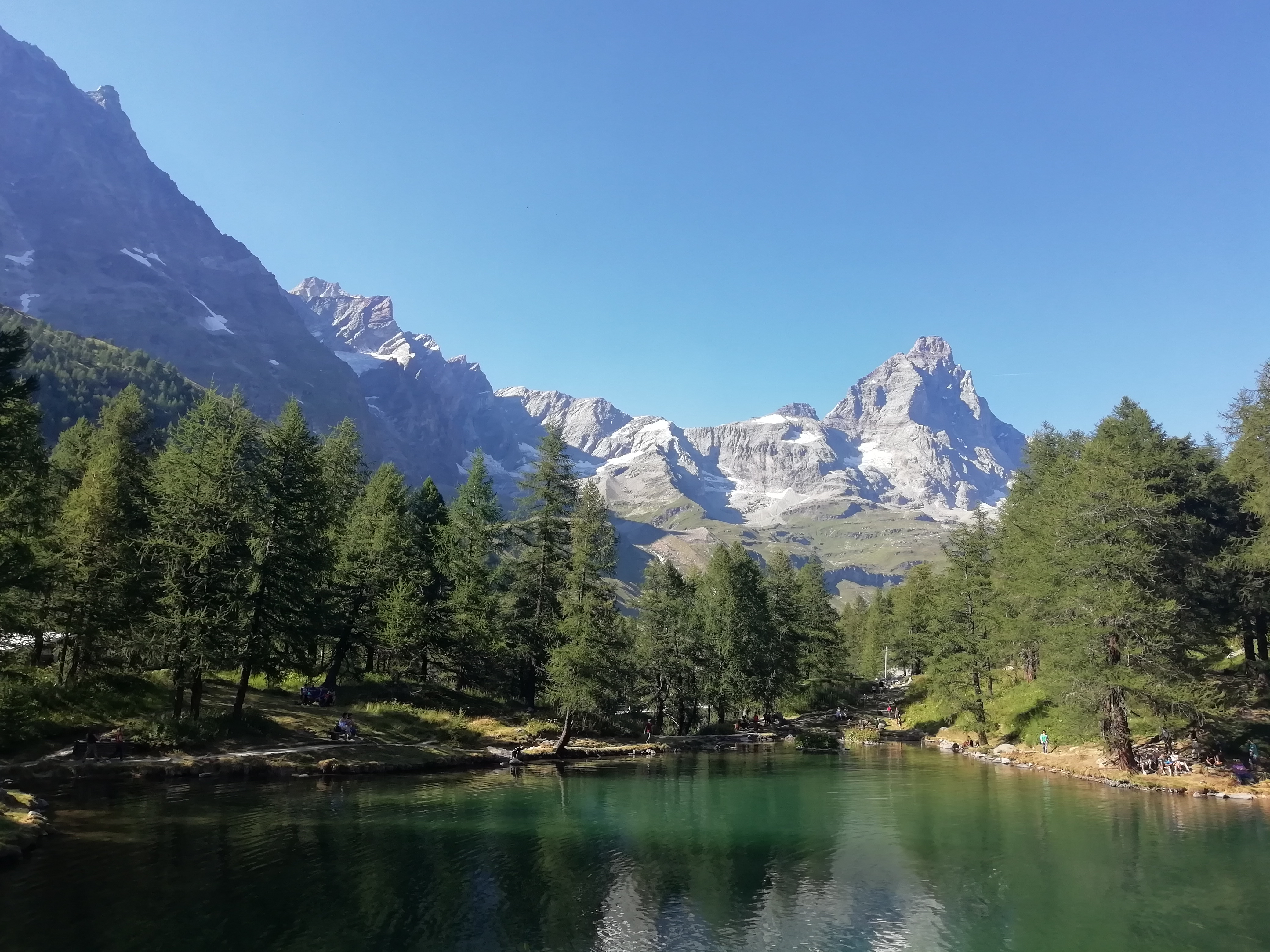
Lago Blu

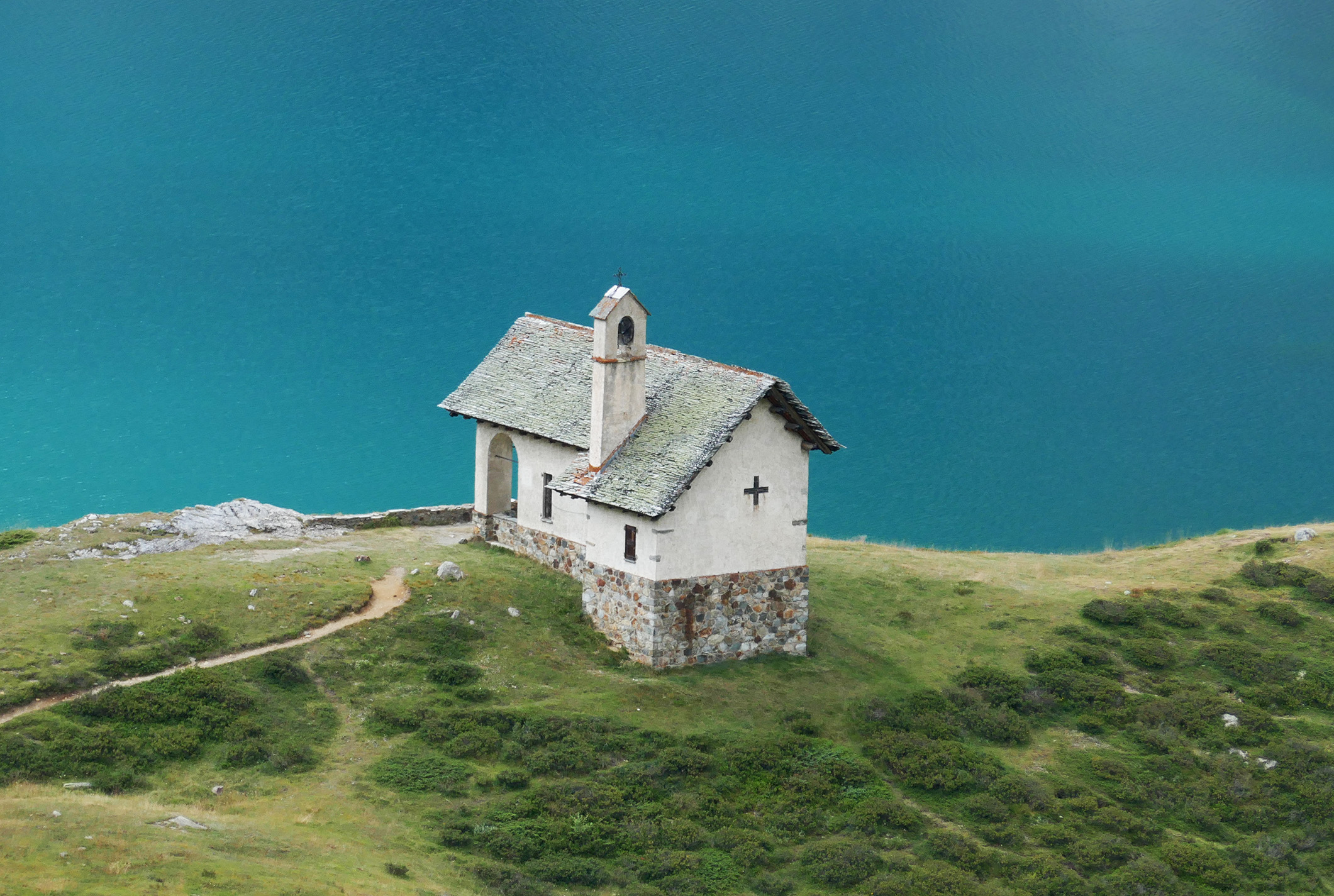
Capilla de Cignana - Madonna delle Nevi

Valtournenche es un municipio situado en Valle de Aosta, Italia. Tiene una población estimada, en agosto de 2023, de 2171 habitantes.

## Economía
El principal recurso económico de la localidad es el turismo, especialmente el turismo de invierno vinculado al esquí alpino.
La pista de esquí alpino Breuil-Cervinia, buque insignia del municipio de Valtournenche, está situada a una altitud de 2050 metros sobre el nivel del mar.
Vinculado al turismo, el sector de la hostelería es muy importante. Existen numerosas instalaciones de alojamiento repartidas por todo el término municipal.
Vinculado históricamente al sector agrícola, Valtournenche es uno de los municipios del Valle de Aosta con mayor cantidad de pasturas de la región. La producción de quesos de calidad es también una de las principales fuentes de ingresos de la localidad. 

## Demografía

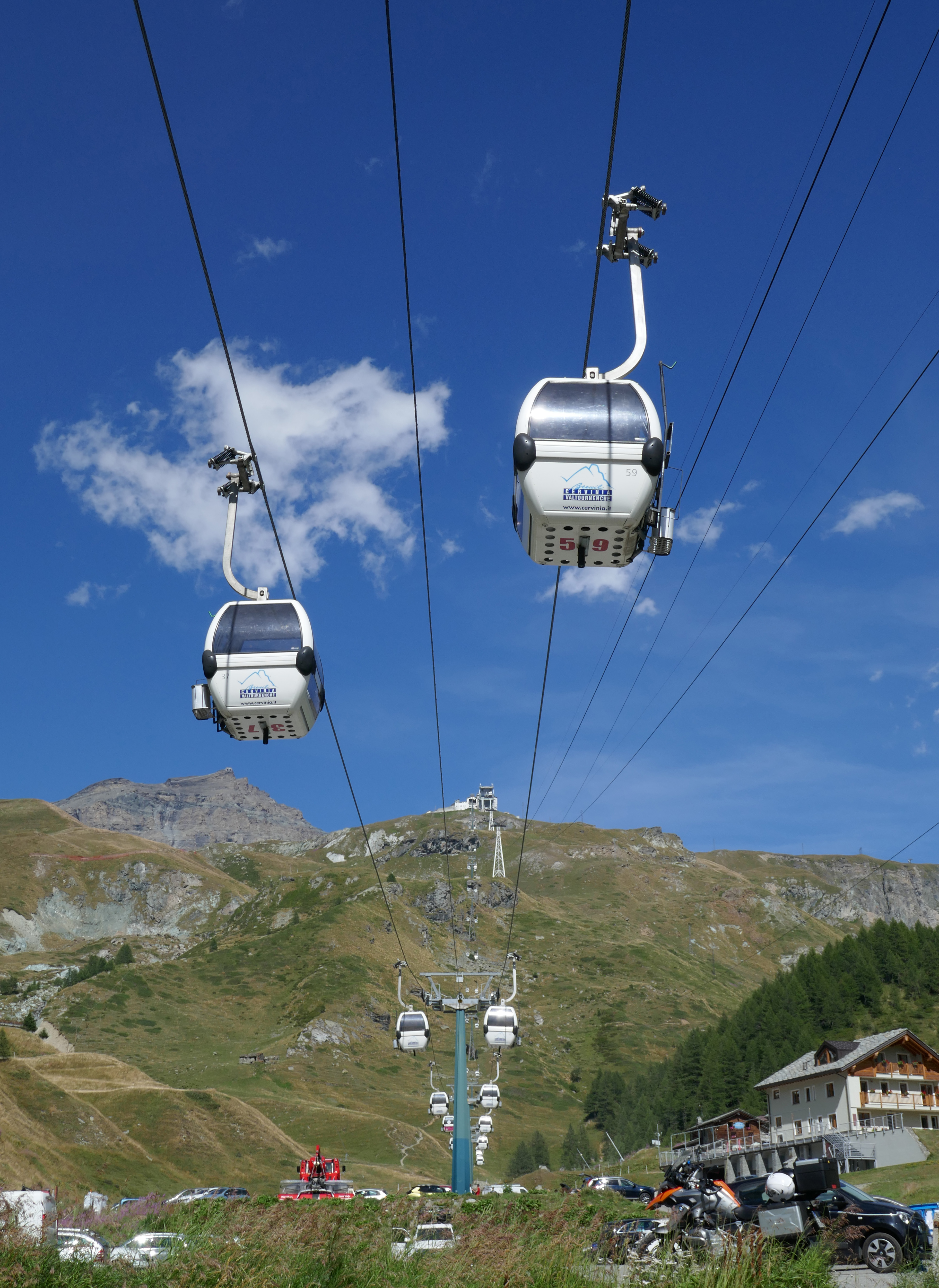
Teleférico a Plan Maison

| Gráfica de evolución demográfica de Valtournenche entre 1861 y 2023 |
|                                                                     |
| Fuente: ISTAT - Elaboración gráfica de Wikipedia                    |